# Mexitrypa
Mexitrypa is een geslacht van rechtvleugeligen uit de familie krekels (Gryllidae). De wetenschappelijke naam van dit geslacht is voor het eerst geldig gepubliceerd in 2011 door Gorochov.

## Soorten
Het geslacht Mexitrypa  is monotypisch en omvat slechts de volgende soort:
- Mexitrypa ovtshinnikovi (Gorochov, 2011)